# Metro van Wuhan
De metro van Wuhan (Vereenvoudigd Chinees: 武汉轨道交通, Hanyu pinyin: Wǔhàn Guǐdào Jiāotōng) is een openbaarvervoernetwerk in Wuhan, China. Het netwerk werd geopend in 2004 en bestaat 2023 uit twaalf lijnen met een totale lengte van 486 km bediend door 300 stations. De eerste lijn loopt over een verhoogde baan op pilaren in het stadsdeel Hankou, de andere lijnen zijn ondergronds, of een combinatie van verhoogde en ondergrondse deeltrajecten. Het netwerk is verder in aanbouw en voor de lange termijn zijn nog meerdere andere lijnen gepland.
In 2016 werden 712 miljoen reizigers vervoerd, wat neerkomt op een gemiddeld dagelijks gebruik door 1,9 miljoen reizigers. Een reispiek vond plaats op 31 december 2016, die dag gebruikten iets meer dan 3 miljoen reizigers de metro. in 2019 was het totaal aantal reizigers al gestegen tot 1,22 miljard.

## Netwerk
|  |

| Lijn | Naam    | Eindstations                                             | Geopend | Verlengd | Lengte  | Stations | Bouwwijze            |
| ---- | ------- | -------------------------------------------------------- | ------- | -------- | ------- | -------- | -------------------- |
| 1    |         | Hankou North - Jinghe                                    | 2004    | 2017     | 37,8 km | 32       | Verhoogd             |
| 2    |         | Tianhe International Airport - Fozuling                  | 2012    | 2019     | 60.3 km | 38       | Verhoogd&Ondergronds |
| 3    |         | Hongtu Boulevard - Zhuanyang Boulevard                   | 2015    | -        | 29,7 km | 24       | Ondergronds          |
| 4    |         | Bailin - Wuhan railway station                           | 2013    | 2019     | 49,7 km | 37       | Verhoogd&Ondergronds |
| 5    |         | Hongxia - East Square of Wuhan railway station           | 2021    | 2023     | 37,2 km | 27       | Verhoogd&Ondergronds |
| 6    |         | Xincheng 11th Road - Dongfeng Motor Corp.                | 2016    | 2021     | 42,5 km | 32       | Ondergronds          |
| 7    |         | Hengdian - Qinglongshan Ditiexiaozhen                    | 2018    | 2022     | 67,8 km | 33       | Verhoogd&Ondergronds |
| 8    |         | Jintan Road - Militair atletendorp                       | 2017    | 2021     | 38,2 km | 26       | Ondergronds          |
| 11   |         | Wuhandong railway station - Gediannan railway station    | 2018    | 2021     | 22,5 km | 14       | Ondergronds          |
| 16   |         | South International Expo Center - Hannan General Airport | 2021    | 2022     | 36,4 km | 14       | Verhoogd&Ondergronds |
| 19   |         | West Square of Wuhan railway station - Xinyuexi Park     | 2023    | -        | 23,3 km | 7        | Ondergronds          |
| Y    | Yangluo | Houhu Boulevard - Jintai                                 | 2017    | -        | 35 km   | 16       | Verhoogd&Ondergronds |

## Galerij

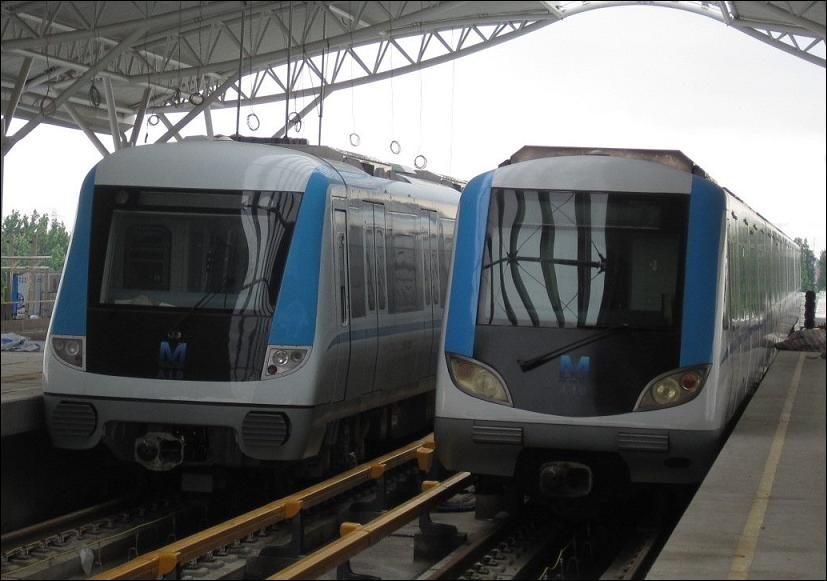
Een station met twee perrons en metrotreinen op lijn 1